# Batalla del Eurimedonte (190 a. C.)
La batalla del Eurimedonte se libró en el año 190 a. C. entre una flota de barcos seleúcidas y otra rodia, contando las fuerzas de esta última nación con la alianza con la República romana. Los seléucidas se encontraban capitaneados por el famoso general cartaginés Aníbal, que había marchado al exilio tras los acontecimientos que siguieron a la batalla de Zama. Los rodios salieron victoriosos, y la flota de Aníbal se vio obligada a huir.